# Aproximaciones
Aproximaciones es el cuarto disco de estudio del grupo de rock Pereza, formado por Rubén Pozo Prats y Leiva. 

## Lista de canciones
1. Aproximación - 4:20
2. Frágiles - 3:55
3. Estrella Polar - 3:32
4. Por mi tripa - 3:50
5. Dímelo - 2:57
6. Tristeza - 3:27
7. Huracán - 4:20
8. Talibán - 2:40
9. Dos gotas - 4:31
10. Beatles - 3:40
11. Margot - 4:10
12. Grupis - 3:20
13. Ella tiene un don - 3:53
14. Yo nací para estar en un conjunto - 4:10
15. Superhermanas - 4:10
16. Por mi tripa (versión alternativa) - 3:50

Curiosidad: La canción "Yo nací para estar en un conjunto" acaba con el mismo grito que el tema Mr. Brownstone de Guns n' Roses
La canción "Margot" termina de la misma forma que el tema Helter Skelter de los Beatles, incluyendo la frase de Ringo Starr "I got blisters on my fingers!" al final de la canción.

## Sencillos
1. Aproximación
2. Estrella Polar
3. Tristeza
4. Por Mi Tripa
5. Margot

- Datos: Q5701762